# 박주희 (1987년)
박주희(1987년 8월 28일 ~ )는 대한민국의 배우이다.

## 학력
- 건국대학교 영화과 학사[3]

## 출연작

### 영화
- 《영화, 한국을 만나다》 (2009년)
- 《여행》 (2009년) - 경미 역
- 《파마하는 날》 (2010년)
- 《졸업여행》 (2012년)
- 《동면의 소녀》 (2012년) - 하영 역
- 《레몬타임》 (2012년) - 주영 역
- 《얼음강》 (2012년)
- 《누구의 딸도 아닌 해원》 (2013년) - 학생 6 역
- 《우리 선희》 (2013년) - 종업원 역
- 《어떤 시선》 (2013년) - 연주 역
- 《서울집》 (2013년)
- 《얼음강》 (2013년) - 연주 역
- 《마녀》 (2014년) - 세영 역
- 《서울연애》 (2014년) - 영주 역
- 《거인》 (2014년) - 윤미 역
- 《비행소녀》 (2014년)
- 《미성년》 (2014년) - 소진 / 연주 역
- 《만일의 세계》 (2014년) - 주희 역
- 《주(酒)는 마음》 (2014년)
- 《자전거 도둑》 (2014년) - 연주 역
- 《경성학교: 사라진 소녀들》 (2015년) - 주란 모 역
- 《치욕일기》 (2015년)
- 《선미》 (2015년)
- 《시선 사이》 (2016년) - 세아 역
- 《걷기왕》 (2016년) - 수지 역
- 《팡뜨》 (2016년)
- 《오목소녀》 (2018년)
- 《인랑》 (2018년) - 홍정희 (특기대 스파이) 역
- 《상류사회》 (2018년) - 윤 기자 역

### 드라마
- 《할 수 있는 자가 구하라》 (MBC Every1, 2012년) - 박주희 역
- 《실종느와르 M》 (OCN, 2015년) - 이지수 역
- 《굿 와이프》 (tvN, 2016년) - 도한나 역
- 《내일 그대와》 (tvN, 2017년) - 신세영 역
- 《황금빛 내 인생》 (KBS2, 2017년) - 이수아 역
- 《오늘의 탐정》 (KBS2, 2018년) - 백다혜 역
- 《드라마 스테이지 - 밀어서 감옥 해제》 (tvN, 2018년) - 선경 역
- 《왓쳐》 (OCN, 2019년) - 조수연 역
- 《런 온》 (JTBC, 2020년) - 정희진 역
- 《오! 주인님》 (MBC, 2021년) - 오희정 역 (특별출연, 13회 ~ 14회)
- 《해피니스》 (tvN, 2021년) - 이지수 역
- 《종말의 바보》 (Netflix, 2024년) - 이채환 역

## 수상
- 2013년 제30회 부산국제단편영화제 연기상
- 2014년 제13회 미장센 단편영화제 심사위원 특별상 (연기부문)
- 2015년 제12회 서울국제사랑영화제 배우상
- 2017년 제37회 황금촬영상 촬영감독이 선정한 여자베스트상